# Georg Ludwig von Maurer
Georg Ludwig (von) Maurer, né le 2 novembre 1790 à Erpolzheim, dans l'électorat palatin, et mort le 9 mai 1872 à Munich, est un homme politique bavarois.
Il a notamment exercé la charge de corégent du royaume de Grèce durant la minorité du jeune roi Othon Ier (1832-1834) puis celle de Premier-ministre du royaume de Bavière (1847-1847).
Il est le père de l'historien allemand Konrad von Maurer (de) (1823-1902).